# Vicks
Vicks (anfänglich: Vick) ist eine weltweite Marke des US-amerikanischen Konzerns Procter & Gamble. In Deutschland und Österreich wird die Schreibweise Wick (Eigenschreibweise in Majuskeln) verwendet. Diese Marke für Erkältungsprodukte wurde bekannt mit einem ihrer ersten Produkte, dem Vick VapoRub ("vapor" = Dampf + "rub" = einreiben) (deutsch: Wick VapoRub), einer mentholhaltigen Salbe.

## Geschichte
1890 übernahm der Pharmazeut Lunsford Richardson II. 50 % der Apotheke seines Schwagers Joshua W. Vick. Er erfand 21 verschiedene Alltagsmedizinprodukte unter dem Namen Vick's Family Remedies. Warum genau er den Namen Vick wählte, ist nicht bekannt. Als er erfolgreicher wurde, verkaufte er seine Anteile an der Apotheke und konzentrierte sich auf die Produktion und den Großhandel seiner Vick's-Produkte.

VapoRub-Logo von 1972

Richardsons erfolgreichstes Produkt war die Vaporub-Salbe, die neben den traditionellen Hustenmitteln Kampfer und Eukalyptusöl zusätzlich Menthol enthielt, das beim Verreiben auf dem Körper verdampfte und so inhaliert werden konnte. So wurde das übliche Einnehmen von bitteren Pillen umgangen und es stellte sich sofort ein positiver Effekt ein.

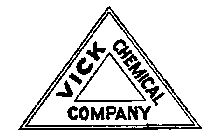
Früheres Logo der Vick Chemical Company

Weiter erfolgreich schloss er 1905 seinen Großhandel und eröffnete stattdessen die Vick Chemical Company, um sein Geschäft zu konzentrieren. Auf Anraten seines Sohnes, für den er die erfolgreiche Salbe entwickelt hatte, konzentrierte er sich ab 1907 ausschließlich auf deren Produktion und änderte deren Namen Vick's VapoRub in das noch heute gebräuchliche Vicks VapoRub. Spätestens ab 1934 schlug auch das Unternehmen Vick Chemical Company das Genitiv-s seinem Produktnamen zu und nannte sich hinfort neben Vick auch Vicks.
Nach einer landesweiten Erkältungsepidemie dominierte Vick Vaporub 1919 den Markt in den USA.
1985 wurde Richardson-Vicks, Inc. von Procter & Gamble übernommen.

## Produkte in Deutschland und Österreich

Abweichender Name in Deutschland und Österreich

In Deutschland und Österreich tritt das Unternehmen unter der Marke Wick auf, da Vick (mit f gesprochen) und Vicks (mit w gesprochen) Homophone mit sexueller Bedeutung haben.
In Deutschland ist sie seit 1954 präsent. Ein großer Bereich sind Hustenmittel. Neben dem klassischen Hustensirup gibt es auch dreieckige Hustenpastillen sowie Brausetabletten zur Behandlung von Bronchien und Lungen. 1956 kamen die Hustenbonbons mit Eukalyptus und Wildkirsche auf den Markt, 1958 folgte Zitrone. Seit 1972 gibt es die Wick-Blau-Halsbonbons.
Gegen Erkältungen und grippale Infekte bietet Wick die Produkte MediNait und DayMed an. Die Produkte entsprechen den von P&G in den USA seit 1966 vertriebenen Erkältungscocktails NyQuil und DayQuil. Das Unternehmen produziert auch die Melatonin-basierte Einschlafhilfe Wick ZzzQuil Gute Nacht.
1964 entstand die Produktionsstätte in Groß-Gerau (Lage), welche für 50 Staaten in Europa, Australien, Asien, Neuseeland und die Golf-Staaten produziert. Eines der größten vollautomatischen Hochregallager Europas mit 19 Stockwerken und Platz für 18000 Paletten wird dort betrieben. Das Werk beschäftigt im 3-4 Schicht-Betrieb circa 500 Mitarbeiter.